# Liste des parcs zoologiques d'Amérique latine

## Argentine
- Buenos Aires : Zoo de Buenos Aires

## Brésil

### Rio de Janeiro
- Rio de Janeiro : Zoo de Rio de Janeiro

### São Paulo
- São Paulo : Parc zoologique de São Paulo
- Sorocaba : Parque Zoologique Municipal Quinzinho de Barros

## Colombie
- Cali : Zoo de Cali

## Mexique
- Guadalajara : Zoológico Guadalajara
- Mexico : Zoo de Chapultepec